# Cattolica

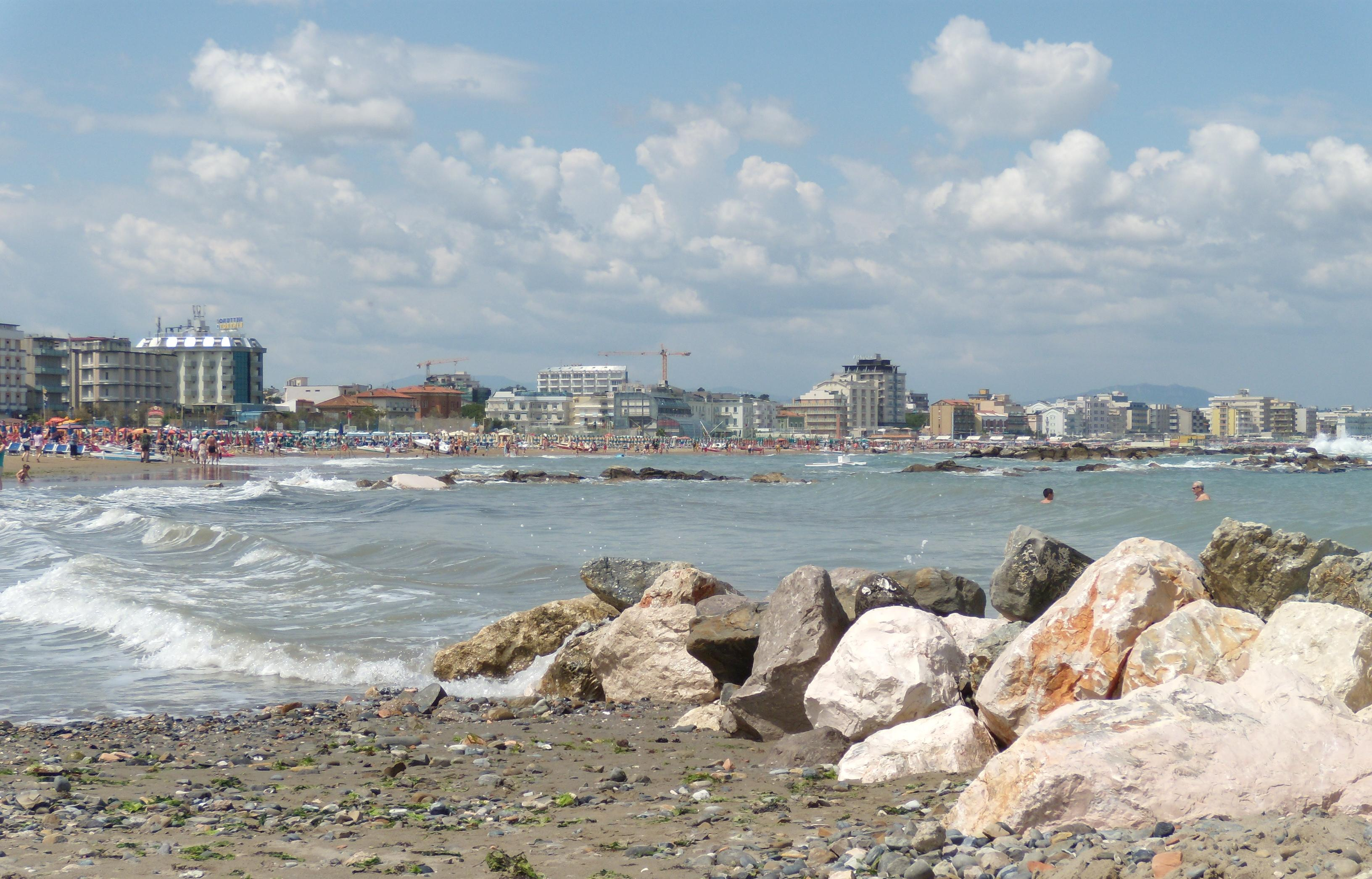

Cattolica is een gemeente en badplaats aan de kust van de Adriatische Zee in de Italiaanse provincie Rimini (regio Emilia-Romagna) in Italië. Het telt 16.013 inwoners (31-12-2004). De oppervlakte bedraagt 6,0 km², de bevolkingsdichtheid is 3120 inwoners per km².
Het heeft een lang zandstrand en vele restaurants en een uitgebreid uitgaansleven.

## Demografie
Cattolica telt ongeveer 6883 huishoudens. Het aantal inwoners steeg in de periode 1991-2001 met 4,2% volgens cijfers uit de tienjaarlijkse volkstellingen van ISTAT.
| Jaar | Inwoneraantal |
| ---- | ------------- |
| 1991 | 15.115        |
| 2001 | 15.743        |

## Bezienswaardigheden
- Chiesa di S. Apollinare, kerk uit de 13de eeuw
- Malatesta toren (1490)
- Museum of the Queen met de S. Croce Gallery (16de eeuw)
- Aquarium Le Navi[2]

## Geografie
Cattolica ligt tussen Rimini, Riccione en Pesaro. Het grenst aan de volgende gemeenten: Gabicce Mare (PU), Gradara (PU), Misano Adriatico, San Giovanni in Marignano.

## Verkeer en vervoer
Cattolica is bereikbaar via de E65, A14.
Cattolica beschikt over een treinstation voor de spoorlijn Bologna–Ancona. Dichtbij is de luchthaven, Luchthaven Rimini (Federico Fellini Airport), het vliegveld van Rimini en San Marino.

## Geboren
- Niccolò Antonelli (1996), motorcoureur
- Andrea Migno (1996), motorcoureur
- Marco Simoncelli (1987-2011), motorcoureur

## Trivia
Nabij Cattolica is een van de grootste discotheken in Europa gevestigd, de Baia Imperiale in Gabbica Mare. Deze discotheek trekt voornamelijk bezoekers uit het nabijgelegen Rimini.